# Eleocharis kamtschatica
Eleocharis kamtschatica är en halvgräsart som först beskrevs av Carl Anton von Meyer, och fick sitt nu gällande namn av Vladimir Leontjevitj Komarov. Eleocharis kamtschatica ingår i släktet småsäv, och familjen halvgräs. Inga underarter finns listade i Catalogue of Life.